# インヴァロッヒーの戦い (1645年)
インヴァロッヒーの戦い（Battle of Inverlochy）は、1645年2月2日にスコットランド西部・フォート・ウィリアム近郊のインヴァロッヒーで発生した戦いである。隣国イングランドが清教徒革命（イングランド内戦）で王党派と議会派の戦場となる中、スコットランドも連動する形でスコットランド内戦が勃発、王党派のモントローズ侯爵ジェイムズ・グラハムが親議会派の国民盟約軍を破り名を上げた。

## モントローズ侯の行軍
モントローズ侯爵ら長老派教会（長老制）を重視するスコットランド国民盟約（盟約派）は、宗教政策を巡り監督制を押し付けたチャールズ1世と戦い（主教戦争）、和睦した後はどうすべきか方針が二分された。チャールズ1世から監督制の撤回を取り付けた後は彼に忠誠を誓うモントローズ侯と、国王の干渉を排除しスコットランド支配を目論むアーガイル侯爵アーチボルド・キャンベルが対立したのである。後者は第一次イングランド内戦でチャールズ1世と戦うイングランド議会派と同盟を結び1643年に厳粛な同盟と契約を締結、リーヴェン伯アレクサンダー・レズリー率いる援軍をイングランドへ派遣、反対した前者はチャールズ1世の下へ向かい忠誠を誓い、盟約派を打倒すべくスコットランドへ戻り挙兵した。
1644年にモントローズ侯はアイルランド・マクドナルド氏族首長でアイルランド貴族のアントリム伯ランダル・マクドネルと親戚のアラスデア・マッコーラと組んで平定作戦を開始した。1月にイングランド北部で徴兵し3月に王党派のハントリー侯爵ジョージ・ゴードンがスコットランド北東のアバディーンを占領した出来事に呼応、4月に国境を越えてスコットランド南部の都市ダンフリーズに到着した。ところが盟約派は素早く鎮圧軍を派遣したため王党派の合流は阻止され、挙兵は尻すぼみに終わったが、イングランド国境のカーライルに退いたモントローズ侯は抵抗を続け、アイルランドから1100人の援軍を連れてスコットランドに上陸したアントリム伯とマッコーラに合流すべく、僅か3人だけで変装して再び国境を越えて隠密に北上した。
8月にスコットランド中部でテイ川流域の町ブレア・アソルでアイルランド軍と合流したモントローズ侯は一族やハイランド地方から兵を集めたが数が少ない上装備も貧弱、指揮系統もバラバラという多数の不安要素を抱えていた。にも拘らずパースへ進軍したモントローズ侯は9月1日に盟約派のエルチョ卿デヴィッド・ウィームズに戦いを挑み、2対1という戦力差を覆して勝利（ティパミュアの戦い）、パースへ入城した。戦後王党派が加勢したことで増強された軍勢を率いたモントローズ侯は盟約派に奪回されたアバディーンを目指し更に北上、焦ったアーガイル侯ら盟約派は追跡隊を放ったが山や沼など自然地帯へ潜伏する王党派を捕らえられず、モントローズ侯の軍は追跡をかわしながらアバディーンの戦いで再び盟約派の軍を破り、アバディーンを略奪して北へ引き上げた。
山中に姿をくらましたモントローズ侯は冬の山越えを敢行、スコットランド西部のアーガイル・アンド・ビュートに現れ略奪を行い、盟約派を動揺させた。特に本拠地を略奪されたアーガイル侯はモントローズ侯を討伐すべく出兵、イングランドから帰国したウィリアム・ベイリーの部隊をパースへ進め東から王党派を圧迫、自らはアーガイル・アンド・ビュートから北にあるインヴァロッヒーを占領して袋の鼠にしようとした。だが1645年1月、モントローズ侯はアーガイル侯の部隊がインヴァロッヒーに集結する前にまたもや姿をくらまし、盟約派を出し抜いた彼はネス湖付近に到着、ハイランド地方の各氏族を味方につけた。それから南へ引き返し、インヴァロッヒーに留まるアーガイル侯との決戦に踏み切った。

## インヴァロッヒーの戦い
モントローズ侯の軍は丘の上に陣取り、アーガイル侯の軍は山麓のインヴァロッヒーにいた。戦闘直前にアーガイル侯は肩を脱臼していたため、湖に浮かべた大型ボートへ退いて指揮をダンカン・キャンベル・オブ・オーチンブレックに委ね、オーチンブレックは中央にカノン砲を備えたキャンベル氏族の兵を、左右にローランド地方の兵を配置した。一方モントローズ侯はハイランド地方の兵を中央、アイルランド兵を右翼、左翼に振り分けた。
2月2日の夜明け前に戦闘開始、アイルランド兵が敵両翼のローランド兵に襲い掛かり、混乱に陥れた。オーチンブレックはキャンベル兵に中央への反撃を命じたが、モントローズ侯のハイランド兵が先んじて攻撃、全面衝突になった頃合いでモントローズ侯の騎兵隊が側面から背後へ回り、敵の退路を遮った。包囲の危機に晒された盟約派の軍は総崩れになり、オーチンブレックは重傷を負い捕らえられた。湖上のアーガイル侯は退却、盟約派は1500人を失う敗北を喫した。

## 戦後
勝者となったモントローズ侯はチャールズ1世へ手紙を書き、王党派の完全勝利まではいかなる和平も拒み、援軍を率いて王の助けに駆け付けることを記した。それから王党派支持を増やす軍事活動を再開、500人の歩兵と160人の騎兵を率いたハントリー侯の息子ジョージ・ゴードン卿を加え東へ転戦した。アーガイル侯はエディンバラへ退却、スコットランド身分委員会はモントローズ侯をお尋ね者にして触れ回ったが実効性はなく、手をこまねいているだけだった。この後もモントローズ侯は山に潜伏しつつ都市を荒らし回るゲリラ戦法を活用し、ベイリーの追跡をかわし盟約派を翻弄することになる。